# Rho Cassiopeiae

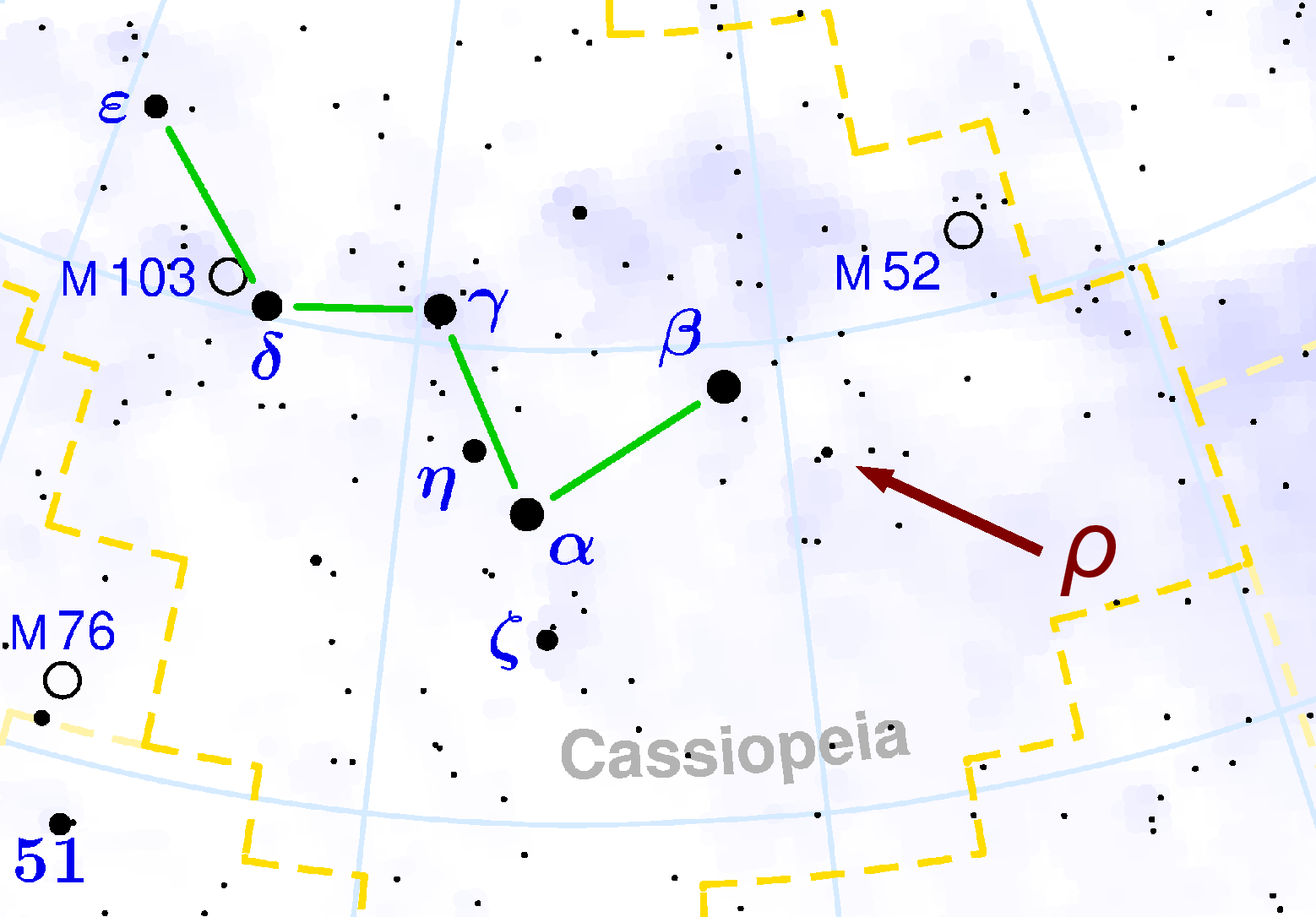
Rho Cassiopeiae a la seva constel·lació

Rho Cassiopeiae (ρ Cas / 7 Cassiopeiae / HD 224014) és una estrella hipergegant a la constel·lació de Cassiopeia. Està situada al sud-oest de Caph (β Cassiopeiae), al nord-oest d'Schedar (α Cassiopeiae) i a l'est de M 52 i NGC 7635. Es troba molt allunyada, a uns 10.000  anys llum de Sistema Solar, però tot i la distància és visible a simple vista.

## Característiques físiques
Rho Cassiopeiae és una hipergegant groga de tipus espectral G2Ia. Aquesta mena d'estrelles són objectes particularment rars dels quals només n'hi ha set coneguts en la Via Làctia. Amb una temperatura superficial de 7300  K, la lluminositat de Rho Cassiopeiae, la major part com a llum visible, és de 550.000 sols. El seu radi, unes 450 vegades més gran que el del Sol, equival a 2,15  UA. Situada al centre del sistema solar, els quatre primers planetes, inclosa la Terra, quedarien englobats dins de la mateixa estrella. És una de les estrelles conegudes de major grandària.

## Variabilitat
Rho Cassiopeiae és una estrella de lluminositat  variable. La seva variabilitat no és ben coneguda i és considerada una estrella variable irregular o  semiregular. El seu magnitud aparent habitual és +4,52, però en 1946 va baixar fins a magnitud 6. El mateix va passar a 2000-2001, quan va produir un dels esclats coneguts, expulsant un 3% de la massa solar, l'equivalent a 10.000 vegades la massa de la Terra. Sembla que pateix aquestes erupcions cada 50 anys aproximadament-dades prèvies suggereixen erupcions a 1893 i 1945 -. Quan canvia la seva lluminositat, també el seu tipus espectral varia entre F8 i K5, tot i que el 1946 va arribar a M5.
Després de l'erupció del 2000, l'atmosfera de l'estrella ha estat polsant de manera estranya. Les seves capes exteriors semblen estar col·lapsant de nou, com va passar abans del seu últim esclat. Els astrònoms pensen que una erupció encara més gran pot ser imminent. De fet, s'espera que exploti com supernova en un futur proper.